# Aphanogmus apteryx
Aphanogmus apteryx är en stekelart som beskrevs av Szelenyi 1940. Aphanogmus apteryx ingår i släktet Aphanogmus och familjen pysslingsteklar. Inga underarter finns listade i Catalogue of Life.